# Deutschland-Derby
Als Deutschland-Derby bezeichnete man das Aufeinandertreffen der beiden Football-Teams Frankfurt Galaxy und Rhein Fire aus Düsseldorf, das zwischen 1995 und 2007 mindestens zweimal jährlich in der NFL Europe stattfand.

## Entstehung
Bei Gründung der World League of American Football im Jahre 1991 war die Frankfurt Galaxy das einzige deutsche Team der damals weltweiten Liga. Bis zu 51.000 Fans aus ganz Deutschland und auch dem benachbarten Ausland besuchten bis 1992 die Heimspiele im Waldstadion. Aufgrund dieses Erfolges wurde zur Wiedereinführung der Liga 1995 mit den in Düsseldorf angesiedelten Rhein Fire ein zweites deutsches Profi-Football-Team gegründet. Schon in den 1970er Jahren waren die Frankfurter Löwen und die Düsseldorf Panther die ersten deutschen Amateur-Football-Vereine in Deutschland.
Auch Galaxy-Personal, wie der Manager Oliver Luck, wechselten zum Neuling. Fortan entstand eine Rivalität der beiden deutschen, für NFL Europe-Verhältnisse benachbarten Profi-Mannschaften. Für beide Fanlager wurden bald die beiden Aufeinandertreffen der Teams zu den Höhepunkten der Saison. In den USA entstand dadurch der Begriff Deutschland-Derby. Auch die London Monarchs bekamen mit den Scottish Claymores im selben Land einen Rivalen.
Nach 3 Jahren, nicht zuletzt durch die Popularität der Teams von Frankfurt und Düsseldorf, wurden ab 1999 mit Berlin Thunder und später den Cologne Centurions und den Hamburg Sea Devils drei weitere Teams von der NFL Europe in Deutschland gegründet. Den Reiz des nun schon traditionellen Deutschland-Derbys konnte dies jedoch nicht schmälern.
Seit Einführung der Cologne Centurions im Jahr 2004 versuchen die Liga-Offiziellen die bekannte Rivalität zwischen Köln und Düsseldorf auch auf den Profi-Football-Sport zu übertragen, was jedoch die Anhänger von Rhein Fire nicht so einfach akzeptieren. Zwar freut man sich natürlich auch besonders über Siege über den „Rheinischen Rivalen“, der Erzrivale in der Liga ist und bleibt jedoch die Frankfurt Galaxy.
Galaxy und Fire sind in der NFLE die beiden Mannschaften, die sich am häufigsten für den World Bowl qualifizieren konnten: Rhein Fire nahm fünfmal teil, Frankfurt Galaxy sogar achtmal, wobei Galaxy mit 4 Siegen gegenüber Rhein Fire mit 2 Erfolgen die bessere Bilanz aufweisen kann.

## Statistik
Die beiden Mannschaften trafen je zweimal pro Jahr in der regulären Saison aufeinander. Die Spiele fanden im Waldstadion in Frankfurt sowie bis 2002 im Düsseldorfer Rheinstadion, 2003 und 2004 in der Arena AufSchalke und von 2005 bis 2007 in der Düsseldorfer LTU Arena statt. In den 26 Spielen der regulären Saison behielt Rhein Fire mit 15 Siegen die Oberhand, insbesondere durch die 7 Siege in Folge von 2000 bis 2003.
Dazu kamen zwei Aufeinandertreffen im Finale der NFL Europe, dem World Bowl, im Waldstadion sowie im Hampden Park in Glasgow. Dabei konnte sich jedes Team je einmal durchsetzen konnte. Besonders hervorzuheben ist dabei sicherlich der Sieg von Rhein Fire 1998 gerade in Frankfurt, während die Galaxy nur im neutralen Glasgow gewann.
Saison 1995
- Rhein Fire – Frankfurt Galaxy 21:20
- Frankfurt Galaxy – Rhein Fire 28:41

Saison 1996
- Rhein Fire – Frankfurt Galaxy 21:27
- Frankfurt Galaxy – Rhein Fire 8:31

Saison 1997
- Rhein Fire – Frankfurt Galaxy 10:7
- Frankfurt Galaxy – Rhein Fire 20:21

Saison 1998
- Frankfurt Galaxy – Rhein Fire 14:31
- Rhein Fire – Frankfurt Galaxy 17:20
- World Bowl 1998 in Frankfurt, Waldstadion

Rhein Fire – Frankfurt Galaxy 34:10
Saison 1999
- Frankfurt Galaxy – Rhein Fire 13:07
- Rhein Fire – Frankfurt Galaxy 20:21

Saison 2000
- Rhein Fire – Frankfurt Galaxy 34:27
- Frankfurt Galaxy – Rhein Fire 14:53

Saison 2001
- Frankfurt Galaxy – Rhein Fire 05:22
- Rhein Fire – Frankfurt Galaxy 17:13

Saison 2002
- Rhein Fire – Frankfurt Galaxy 24:20
- Frankfurt Galaxy – Rhein Fire 0:3

Saison 2003
- Rhein Fire – Frankfurt Galaxy 14:7
- Frankfurt Galaxy – Rhein Fire 38:7
- World Bowl XI in Glasgow, Hampden Park

Frankfurt Galaxy – Rhein Fire 35:16
Saison 2004
- Frankfurt Galaxy – Rhein Fire 34:11
- Rhein Fire – Frankfurt Galaxy 14:20

Saison 2005
- Frankfurt Galaxy – Rhein Fire 23:20
- Rhein Fire – Frankfurt Galaxy 13:20

Saison 2006
- Rhein Fire – Frankfurt Galaxy 10:6
- Frankfurt Galaxy – Rhein Fire 16:14

Saison 2007
- Rhein Fire – Frankfurt Galaxy 27:24
- Frankfurt Galaxy – Rhein Fire 23:10

## Wiederbelebung in der European League of Football
Nach der Gründung einer neuen Franchise mit dem Namen Rhein Fire 2022 in der professionalisierten European League of Football (ELF), kam es zur Neuauflage des Duells zwischen Rhein Fire und der neuen Frankfurt Galaxy. Die Spiele finden in der Frankfurter PSD Bank Arena und der Schauinsland-Reisen-Arena in Duisburg statt und waren die jeweils bestbesuchten ELF-Spiele der beiden Teams.
Bisher gewann Rhein Fire alle sieben Aufeinandertreffen, wobei insbesondere der Sieg am ersten Spieltag der Saison 2022 der neu gegründeten Franchise gegen den amtierenden Meister Galaxy überraschte.
Saison 2022
- Frankfurt Galaxy – Rhein Fire 26:29
- Rhein Fire – Frankfurt Galaxy 23:21

Saison 2023
- Rhein Fire – Frankfurt Galaxy 33:9
- Frankfurt Galaxy – Rhein Fire 38:48
- Rhein Fire – Frankfurt Galaxy 42:23 (Halbfinale)

Saison 2024
- Frankfurt Galaxy – Rhein Fire 20:31
- Rhein Fire – Frankfurt Galaxy 48:13